# أيزاياه مورغان
أيزاياه مورغان (بالإنجليزية: Isaiah Morgan)‏ هو عازف جاز أمريكي، ولد في 7 أبريل 1897 في لويزيانا في الولايات المتحدة، وتوفي في 11 مايو 1966.

## وصلات خارجية
- أيزاياه مورغان على موقع ميوزك برينز (الإنجليزية)
- أيزاياه مورغان على موقع أول ميوزيك (الإنجليزية)